# Vladimir Leonov (pilote)
Pour les articles homonymes, voir Vladimir Leonov et Leonov.
Vladimir Vladimirovich Leonov (Владимир Владимирович Леонов), né le 26 avril 1987 à Donetsk, est un pilote de moto professionnel russe.
Il a participé au championnat du monde 250 cm3, au championnat du monde Moto2 et au championnat du monde de Supersport. Leonov est le premier russe à atteindre le podium dans cette dernière catégorie, la troisième place dans des conditions pluvieuses lors du Championnat du monde de Supersport 2012 sur le circuit d'Assen.

## Statistiques
| Couleur | Résultat                     |
| ------- | ---------------------------- |
| Or      | Vainqueur                    |
| Argent  | 2e place                     |
| Bronze  | 3e place                     |
| Vert    | Terminé, dans les points     |
| Bleu    | Terminé, pas dans les points |
| Violet  | Abandon (Ab.) ou (Ret)       |
| Violet  | Non classé (NC)              |
| Rouge   | Pas qualifié (DNQ)           |
| Noir    | Disqualifié (DSQ)            |
| Blanc   | Pas au départ (DNS)          |
| Blanc   | Forfait (WD)                 |
| Blanc   | N'a pas participé (DNP)      |
| Blanc   | Blessé (INJ)                 |
| Blanc   | Exclu (EX)                   |
| Blanc   | Course annulée (C)           |

### Championnat du monde de vitesse moto

#### Par saison

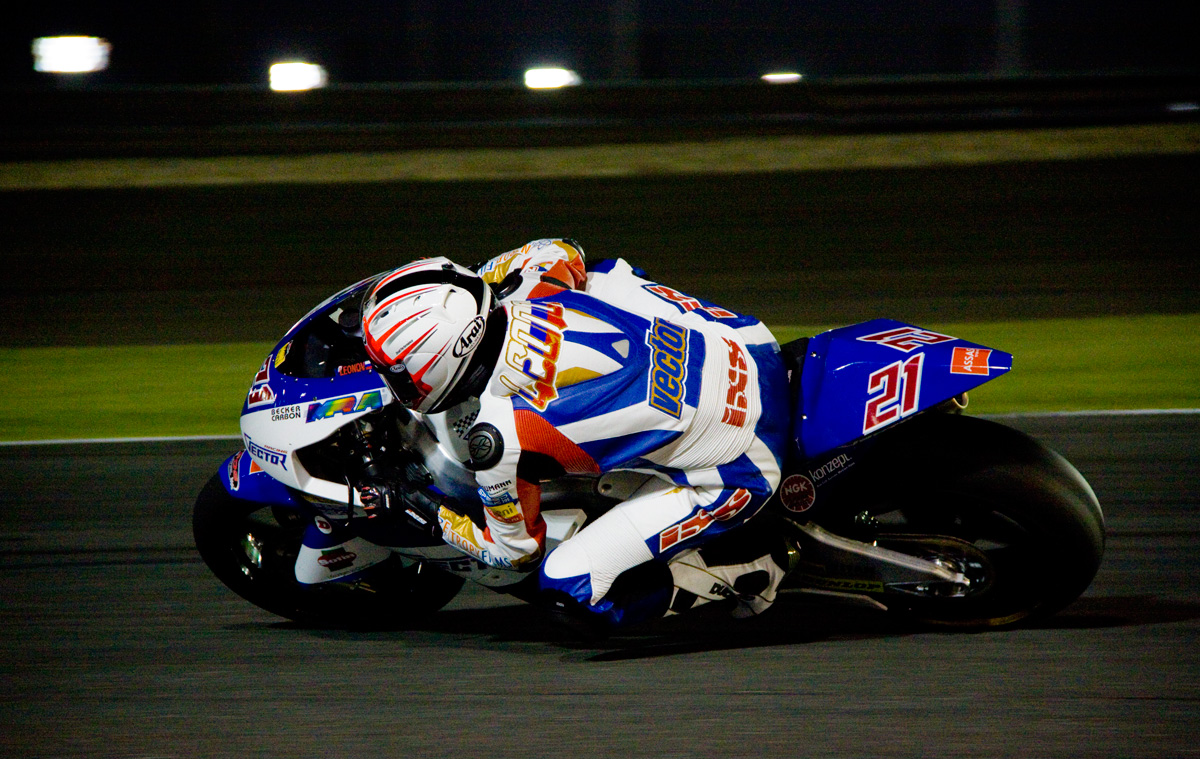
Vladimir Leonov lors d'une Moto2 en 2010.

| Saison | Catégorie | Moto    | Course | Victoire | Podium | Pole | FLap | Pts | Plcd |
| ------ | --------- | ------- | ------ | -------- | ------ | ---- | ---- | --- | ---- |
| 2009   | 250 cm3   | Aprilia | 15     | 0        | 0      | 0    | 0    | 9   | 24e  |
| 2010   | Moto2     | Suter   | 7      | 0        | 0      | 0    | 0    | 0   | NC   |
| Total  |           |         | 22     | 0        | 0      | 0    | 0    | 9   |      |

#### Par année
| Année | Catégorie | Moto    | 1       | 2       | 3      | 4      | 5       | 6      | 7       | 8       | 9   | 10     | 11     | 12     | 13      | 14      | 15     | 16     | 17  | Position | Pts |
| ----- | --------- | ------- | ------- | ------- | ------ | ------ | ------- | ------ | ------- | ------- | --- | ------ | ------ | ------ | ------- | ------- | ------ | ------ | --- | -------- | --- |
| 2009  | 250 cm3   | Aprilia | QAT 18  | JPN 15  | ESP 19 | FRA 10 | ITA Ret | CAT 20 | NED 16  | GER Ret | GBR | CZE 19 | IND 15 | RSM 17 | POR Ret | AUS Ret | MAL 15 | VAL 17 |     | 24e      | 9   |
| 2010  | Moto2     | Suter   | QAT Ret | SPA DNS | FRA 27 | ITA 25 | GBR 29  | NED 29 | CAT Ret | GER 24  | CZE | IND    | RSM    | ARA    | JPN     | MAL     | AUS    | POR    | VAL | NC       | 0   |

### Championnat du monde de Supersport

#### Par année
| Année | Équipe    | 1       | 2     | 3      | 4       | 5       | 6      | 7       | 8      | 9      | 10      | 11      | 12     | 13     | Pos. | Pts |
| ----- | --------- | ------- | ----- | ------ | ------- | ------- | ------ | ------- | ------ | ------ | ------- | ------- | ------ | ------ | ---- | --- |
| 2011  | Yamaha    | AUS     | EUR   | NED    | ITA     | SMR 17  | SPA    | CZE     | GBR    | GER    | ITA     | FRA     | POR 9  |        | 24e  | 7   |
| 2012  | Yamaha    | AUS Ret | ITA 6 | NED 3  | ITA Ret | EUR DNS | SMR    | SPA Ret | CZE 10 | GBR 18 | RUS 3   | GER DSQ | POR 12 | FRA 17 | 11e  | 52  |
| 2013  | Yamaha    | AUS Ret | SPA 8 | NED 12 | ITA 7   | GBR 16  | POR 11 | ITA 3   | RUS C  | GBR 10 | GER Ret | TUR 15  | FRA 9  | SPA 9  | 10e  | 63  |
| 2014  | MV Agusta | AUS Ret | SPA 8 | NED 12 | ITA Ret | GBR 15  | MAL 14 | SMR     | POR    |        |         |         |        |        | 19e  | 19  |
| 2014  | Honda     |         |       |        |         |         |        |         |        | SPA 12 | FRA Ret | QAT     |        |        | 19e  | 19  |
| 2015  | Yamaha    | AUS     | THA   | SPA    | NED     | ITA     | GBR    | POR     | ITA    | MAL    | SPA Ret | FRA     | QAT    |        | NC   | 0   |